# Dal quartiere
Dal quartiere è un singolo dei rapper italiani Capo Plaza e Peppe Soks, pubblicato il 18 dicembre 2015. Vede la partecipazione dei rapper Yamba e Izi.

## Tracce
1. Dal quartiere (feat. Yamba e Izi) – 2:52